# ميخائيل بنجامين
ميخائيل بنجامين (بالإنجليزية: Michael Benjamin)‏ هو سياسي أمريكي، ولد في 2 مايو 1958. حزبياً، نشط في الحزب الديمقراطي. وقد انتخب عضو جمعية ولاية نيويورك.